# Gamerki Małe
Gamerki Małe (deutsch Klein Gemmern) ist ein Ort in der polnischen Woiwodschaft Ermland-Masuren. Er gehört zur Gmina Jonkowo (Landgemeinde Jonkowo) im Powiat Olsztyński (Kreis Allenstein).

## Geographische Lage
Gamerki Małe liegt am Ostufer des Jezioro Gamerskie (Gemmern-See) im Westen der Woiwodschaft Ermland-Masuren, 22 Kilometer nordwestlich der Kreis- und Woiwodschaftshauptstadt Olsztyn (deutsch Allenstein).

## Geschichte
1355 ist das Gründungsjahr des Ortes Preußisch Gimmern, der erst nach 1785 Klein Gimmern genannt wurde und aus einem Gut und einer – 1,3 Kilometer südwestlich gelegenen – Försterei bestand. Im Jahre 1874 kam das Dorf zum neu errichteten Amtsbezirk Kockendorf im ostpreußischen Kreis Allenstein. Im Jahre 1910 zählte es 28 Einwohner.
Am 17. Februar 1920 verlor der Gutsbezirk Klein Gemmern seine Eigenständigkeit und wurde nach Groß Gemmern (polnisch Gamerki Wielkie) eingemeindet.
Als 1945 in Kriegsfolge das gesamte südliche Ostpreußen an Polen abgetreten wurde, erhielt Klein Gemmern die polnische Namensform „Gamerki Małe“. Heute ist das kleine Dorf eine Ortschaft innerhalb der Landgemeinde Jonkowo (Jonkendorf) im Powiat Olsztyński (Kreis Allenstein), von 1975 bis 1998 der Woiwodschaft Olsztyn, seither der Woiwodschaft Ermland-Masuren zugehörig.

## Kirche
Bis 1945 war Klein Gemmern in die evangelische Kirche Locken (polnisch Łukta) in der Kirchenprovinz Ostpreußen der Kirche der Altpreußischen Union, außerdem in die römisch-katholische Kirche Neu Kockendorf (polnisch Nowe Kawkowo) im Bistum Ermland eingepfarrt.
Heute gehört Gamerki Małe katholischerseits weiterhin zur Pfarrei Nowe Kawkowo, die jetzt dem Erzbistum Ermland zugeordnet ist. Evangelischerseits ist der Ort jetzt zur Gemeinde Łęguty in der Diözese Masuren der Evangelisch-Augsburgischen Kirche in Polen ausgerichtet.

## Verkehr
Gamerki Małe ist über eine Stichstraße an die Kreisstraße (polnisch Droga powiatowa) DP 1203N angeschlossen, die von Wilnowo (Willnau) bis Jonkowo (Jonkendorf) verläuft. Die nächste Bahnstation ist Gamerki Wielkie (Groß Gemmern) an der Bahnstrecke Olsztyn–Bogaczewo.